# Zuchwil
Zuchwil är en ort och kommun i distriktet Wasseramt i kantonen Solothurn i Schweiz.

## Geografi
Zuchwil omfattar en slätt som i norr och öster begränsas av floderna Aare och Emme, i söder av åsen Dittiberg-Bleichenberg-Birchi och i väster av stadsgränsen till Solothurn. Kommunens centrum och huvudsakliga bebyggelse ligger i den västra delen, medan en del åker och skog finns kvar i öster och söder.

## Historia
På platsen för den nuvarande katolska kyrkan fanns under romartiden en villa rustica alltså ett stort lantgods, och några andra hus längs en landsväg söder om Aare. Under folkvandringstiden bosatte sig allemanner och ett kapell tillägnat St. Martin bygges. Namnet Zuchwil är allemanniskt och betyder "Zuchos gård". Byn inlemmades under medeltiden i staden Solothurns välde.  På 1900-talet anlades verkstadsindustri och kommunen växte snabbt.

## Zuchwil idag
Zuchwil är den fjärde största kommunen i kantonen Solothurn och samtidigt en förstad till Solothurn. Här finns industri och köpcentra men också strövområden längs floderna och på åsen. Sportcentret har simbassänger, minigolf, tennisbanor, gymnastikhall och regionens ishall. I kommunen finns en biograf och ett bibliotek.

### Produkter
Några produkter som tillverkas och/eller utvecklas i Zuchwil:
- Handborrmaskiner och andra elverktyg (Bosch)
- Espressomaskiner (Scherrer)
- Medicinska implantat (Synthes)
- Mätsystem för mobiltelefoni (SwissQual)

### Kommunikationer
Zuchwil har anslutning till motorväg A5 och till huvudvägen Solothurn - Oberönz/Herzogenbuchsee. 
Solothurns järnvägsstation ligger nära kommungränsen.

## Kommunvapnet
Det nuvarande vapnet antogs 1940. Förebilder finns på körfanor sedan 1870-talet, och senare på skytteföreningsfanor. Treberget påminner om åsen Dittiberg-Bleichenberg-Birchi.